# Желиба, Владимир Иванович
Владимир Иванович Желиба (укр. Володимир Іванович Желіба; 24 февраля 1934, с. Журавка, Черниговская область — 21 октября 2013) — советский и украинский политический деятель, дипломат. Депутат Верховного Совета УССР 10-12-го созывов. Кандидат в члены ЦК КПУ (1981—1986), член ЦК КПУ (1986—1991).

## Образование
В 1952 году поступил в Уманский сельскохозяйственный институт. Окончил:
- Уманский сельскохозяйственный институт имени А. М. Горького (1957).
- Академию общественных наук при ЦК КПСС (1980).

## Карьера
Член КПСС с 1956 года.
С июня 1957 — работал агрономом-энтомологом Тростянецкой МТС Заложцевского района Тернопольской области.
С июня 1958 — главный агроном, начальник районного сельскохозяйственной инспекции в Заложцевском районе.
С апреля 1961 — главный государственный инспектор по закупкам в Заложцевском районе.
С апреля 1962 — 2-й секретарь Заложцевского районного комитета КПУ; заместитель секретаря парткома колхозно-совхозного управления.
С мая 1963 — инструктор, консультант отдела организационно-партийной работы, инспектор ЦК КПУ.
С ноября 1971 — первый заместитель председателя исполкома Тернопольского областного Совета.
С апреля 1973 — секретарь Черниговского областного комитета Компартии Украины.
С сентября 1978 — слушатель Академии общественных наук при ЦК КПСС.
С марта 1980 года — председатель исполкома Кировоградского областного Совета.
С 6 апреля 1990 — избран председателем Кировоградского областного Совета народных депутатов.
С 4 марта 1990 — Народный депутат Украины 1-го созыва
С февраля 1991 по февраль 1992 — совместил должность председателя Кировоградского областного Совета и председателя Кировоградского облисполкома.
С февраля 1992 — член комиссии ВР Украины по вопросам развития местного самоуправления.
С 4 марта 1992 по 3 января 1998 года — Чрезвычайный и Полномочный посол Украины в Республике Беларусь.
С апреля 1998 — советник министра Украины по вопросам чрезвычайных ситуаций и по делам защиты населения от последствий Чернобыльской катастрофы.

## Награды
- два ордена Трудового Красного Знамени (1974, 1976)
- орден Знак Почёта (1971)
- орден Дружбы народов (1984)
- орден «За заслуги» 3-й ст. (.06.1997)
- медали

## Ссылка
- Официальная Украина сегодня